# Gru a cavaliere
La gru a cavaliere o carrello a cavaliere (in inglese: straddle carrier), è una macchina operativa usata nei terminal intermodali che usano lo stoccaggio dei container posizionandoli in file dove l'apparecchiatura è in grado di operare.

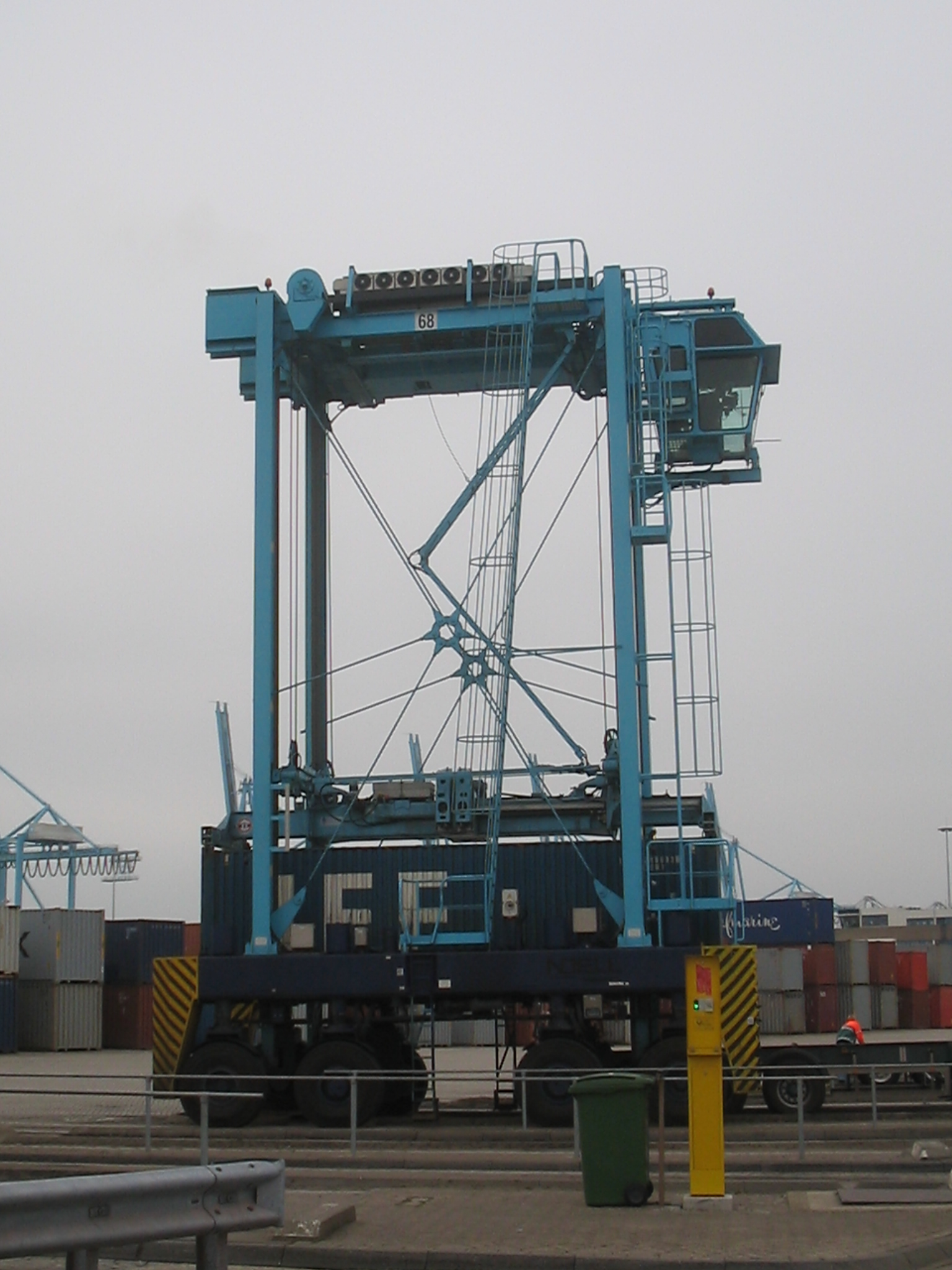
Uno Straddle Carrier

I primi esemplari videro la luce negli anni sessanta in Germania e vennero in seguito migliorati tecnologicamente soprattutto in Svezia e Nuova Zelanda.
Viene anche definito accatastatore a portale ed è dotato generalmente di otto ruote del diametro all'incirca di 130 cm. Per quanto riguarda il movimento è provvisto di 2 motori in quelli di produzione finlandese e di uno, posizionato nella parte superiore, in quelli di produzione tedesca.
La macchina è solitamente alta circa 13 m e larga 5 ed esegue le operazioni di aggancio e sgancio dei container per mezzo di un'unità annessa detta spreader azionato da comandi idraulici.
Per operare il conduttore dello Straddle Carrier, situato in una cabina posizionata alla sommità (come ad esempio nelle gru) posiziona la macchina al di sopra del container da movimentare e lo aggancia dall'alto (seguendo in questo la teoria utilizzata anche dai carroponte) potendolo in questo modo trasferire ad esempio da un autocarro o da un carro ferroviario ad un altro mezzo di trasporto o ad un piazzale di stoccaggio. È inoltre in grado di impilare l'uno sull'altro i container; la limitazione maggiore è la necessità di uno spazio su ogni lato del container per consentire l'operatività.